# Muhamet Hyseni
Muhamet Hyseni (Podujevo, 6 de febrero de 2001) es un futbolista kosovar que juega en la demarcación de delantero para el KF Llapi de la Superliga de Kosovo.

## Selección nacional
Tras jugar con las categorías inferiores de la selección, finalmente el 18 de noviembre de 2023 hizo su debut con la selección de Kosovo en un partido de clasificación para la Eurocopa 2024 contra Suiza que finalizó con un resultado de empate a uno tras el gol de Ruben Vargas para Suiza, y del propio Hyseni para Kosovo.

## Clubes
| Club             | País   | Año       | Partidos | Goles |
| ---------------- | ------ | --------- | -------- | ----- |
| KF Llapi         | Kosovo | 2018-2021 | 38       | 6     |
| KF Malisheva     | Kosovo | 2021-2022 | 11       | 2     |
| FC Feronikeli 74 | Kosovo | 2022-2023 | 30       | 16    |
| KF Llapi         | Kosovo | 2023-     | 33       | 25    |